# Algol (stadio del razzo)
 Algol è una famiglia di stadi e booster a propellente solido costruiti dalla Aerojet (ora Aerojet Rocketdyne) e utilizzati su una varietà di veicoli di lancio. È stato sviluppato da Aerojet dai programmi Jupiter Senior e Navy Polaris. Gli aggiornamenti al motore Algol iniziarono nel 1960 fino al ritiro del lanciatore scout nel 1994.
Inizialmente Algol fu sviluppato come motore del primo stadio del razzo Scout. Il design si basava sull'UGM-27 Polaris, un missile balistico lanciato da un sottomarino sviluppato per la Marina degli Stati Uniti presso il Jet Propulsion Laboratory.

## Algol 1 (XM-68)
Algol 1 (XM-68)
Questo progetto è iniziato come motore di prova del missile Polaris, e producendo 86.000 kN di spinta.
L'Algol 1 fu usato per la prima volta per un lancio suborbitale di un razzo Scout X-1 il 2 settembre 1960. Inizialmente era stato pensato come motore di prova per il missile Polaris UGM-27 con un diametro di 40 pollici,  all'epoca era il più grande motore solido mai testato. Aveva un indice di prestazione nominale di 45 secondi e 45 000 kgf (440 kN) di spinta. Era lungo 19,42 piedi (5,92 m) con un diametro di 2,6 piedi (0,79 m), aveva un tempo di combustione di 27 secondi.
Algol 1-A
Utilizzato sul volo di prova dello Scout X (Cub Scout) effettuato il 18 aprile 1960. serviva da prototipo dell'eventuale razzo Scout.
Algol 1-B
Utilizzato su Scout X-1, RM-89 Blue Scout I e RM-90 Blue Scout II .
Algol 1-C
Utilizzato sullo Scout X-1A . Dopo un singolo volo, lo Scout X-2 con un Algol 1-D ha sostituito questo prototipo.
Algol 1-D
Utilizzato dallo Scout X-2, Scout X-2M e Little Joe II. Era un motore a razzo solido. Con una spinta di 440.00 kN (98.916   lbf) e 10,700 kg (23,59 lb) di massa . Fu usato per la prima volta sullo Scout X-2 il 29 marzo 1962. Ha continuato ad essere utilizzato sui lanci Scout X-2 e Scout X-2M fino al 1963. 

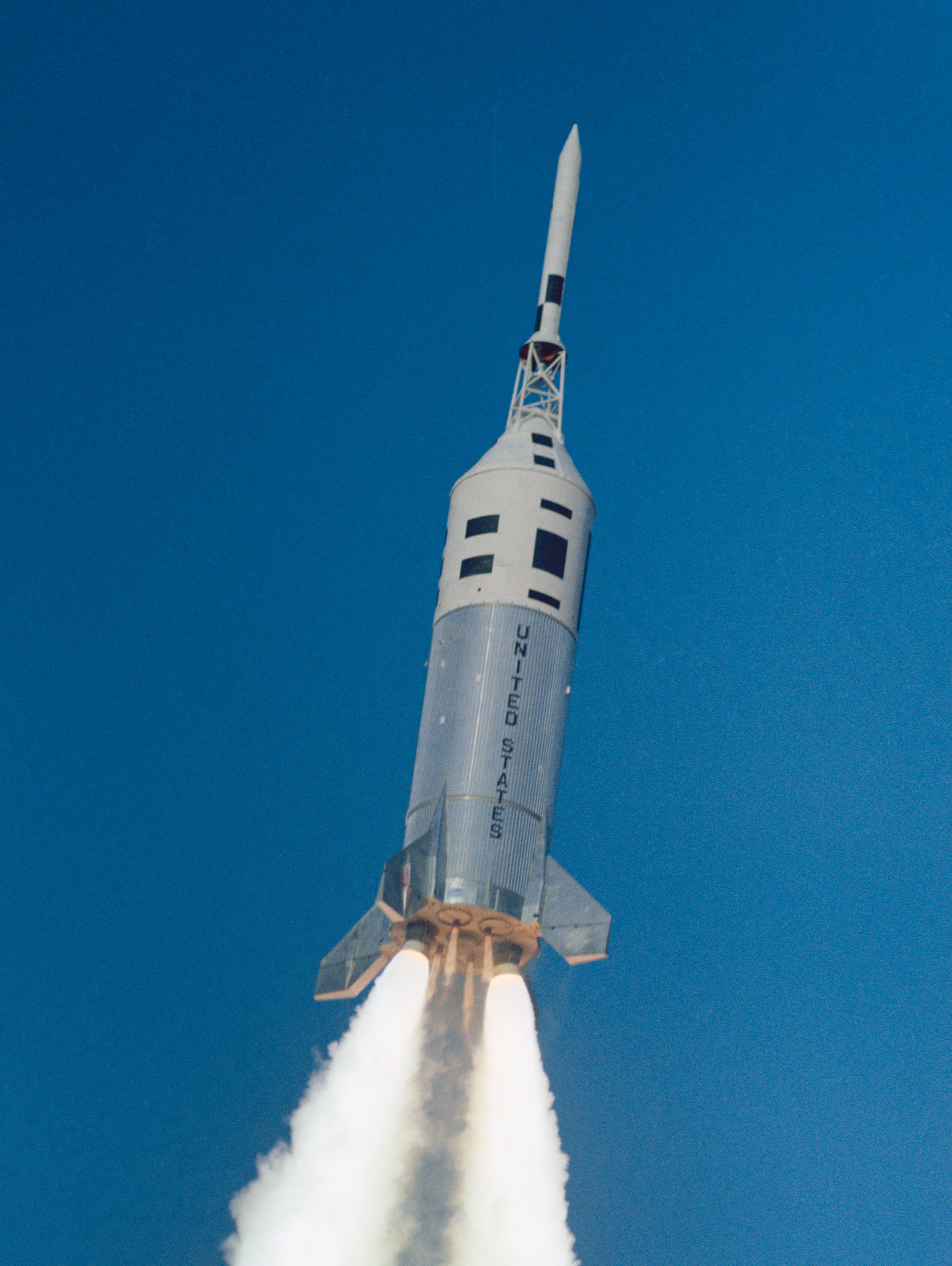
Little Joe II, A-002, 8 dicembre 1964

L'Algol 1-D fu usato per la prima volta sul Little Joe II Qualification Test Vehicle nel 1963.

## Algol II

Diagramma che mostra l'uso di un Algol 2 come primo stadio di un veicolo Scout-B

La serie Algol 2 (Algol II) fu lanciata per la prima volta nel 1962. È stato utilizzato come primo stadio su Scout A, Scout B, Scout X-3, Scout X-4; È stato proposto come motore strap-on per il Titan 3BAS2 (che fu poi cancellato).
La configurazione 3BAS2 del razzo Titan 3B proposta dalla Martin a metà degli anni '60 sarebbe stata utilizzata per missioni nello spazio profondo con uno stadio superiore Centaur, con booster Algol per aumentare la spinta al decollo.
L'Algol II-A fu introdotto nel 1963 usando il motore Aerojet 40 KS. Volò per la prima volta su Scout-X3 nel 1963.
L'Algol II-B è stato creato dopo il fallimento del volo Algol II-A, l'ugello è stato riprogettato per il modello II-B. Fece il primo volo su Scout-X4
L'Algol II-C volò su Scout A1 e B1. Le versioni Scout-A2, -B2, -C e -2 previste per Algol II-C non furono mai utilizzate.

## Algol III
Nel 1972, Algol III è stato sviluppato dalla divisione Sistemi chimici di United Technologies. L'Algol III era un nuovo motore a razzo solido ad alte prestazioni sviluppato per l'uso come primo stadio dei veicoli di lancio della NASA SCOUT-D e -E. Fu utilizzato per la prima volta su Scout D-1 nel 1972. Il diametro del motore è stato aumentato di 45 pollici (1,1 m), fornendo 104 500 libbre forza (465 kN) di spinta. Fu ottenuto un miglioramento del 30% rispetto all'Algol II-B.